# Nederlands kampioenschap schaken 1995
Het Nederlands kampioenschap schaken 1995 vond plaats van 9 juni t/m 22 juni 1995 in Theater De Balie, in Amsterdam. Ivan Sokolov werd voor de eerste keer Nederlands kampioen schaken.

## Achtergrond
Het NK Schaken verhuisde van het Holiday Inn Hotel aan de De Boelelaan naar theater De Balie. De reden daarvoor was dat hoofdsponsor Wolters Kluwer niet zo te spreken was over de kille entourage in een hotel aan de rand van de stad. In het centrum van de stad werden bovendien meer toeschouwers verwacht.
Net als bij de vorige editie waren Ivan Sokolov en Jeroen Piket de gedoodverfde favorieten voor de titel. Sokolov bezette een 16e plaats op de PCA-wereldrangslijst en Jeroen Piket de 29e plaats. Jan Timman, de nummer 45 op de wereldranglijst, liet net als voorgaande jaren het NK Schaken aan zich voorbij gaan.
Bij het Nederlands kampioenschap schaken 1994 startte Sokolov met twee nederlagen. Dit keer was het totaal anders. Sokolov ging uitstekend uit de startblokken met een honderd procent score uit 6 partijen. Pas in de zevende partij moest hij zijn eerste remise toestaan.
In de laatste partij moesten de twee favorieten Sokolov en Piket het tegen elkaar opnemen. Zou Piket deze confrontatie winnen, dan eindigden beide kandidaten op 9 punten was een beslissingsmatch noodzakelijk om te bepalen wie Nederlands kampioen zou worden. Piket kwam in een kansrijke stelling twee pionnen voor, maar wist zijn kansen niet te verzilveren. Het werd na 81 zetten remise, waardoor Sokolov als eerste eindigde. Met zijn overwinning won Sokolov 8500 gulden, een fiets en een schaakklok.
De 22-jarige student Dimitri Reinderman maakte zijn debuut op het NK Schaken en deed dat niet onverdienstelijk. Hij werd derde.

## Uitslag en kruistabel[6]
| #  | Naam                 | Score | 1  | 2  | 3  | 4  | 5  | 6  | 7  | 8  | 9  | 10 | 11 | 12 |
| -- | -------------------- | ----- | -- | -- | -- | -- | -- | -- | -- | -- | -- | -- | -- | -- |
| 1  | Ivan Sokolov         | 9½    | -- | ½  | 1  | 1  | ½  | 1  | 1  | ½  | 1  | 1  | 1  | 1  |
| 2  | Jeroen Piket         | 8½    | ½  | -- | ½  | ½  | ½  | ½  | 1  | 1  | 1  | 1  | 1  | 1  |
| 3  | Dimitri Reinderman   | 7     | 0  | ½  | -- | ½  | 1  | ½  | 1  | 1  | 1  | ½  | ½  | ½  |
| 4  | Loek van Wely        | 6½    | 0  | ½  | ½  | -- | ½  | ½  | ½  | 0  | 1  | 1  | 1  | 1  |
| 5  | Paul van der Sterren | 5½    | ½  | ½  | 0  | ½  | -- | ½  | ½  | ½  | ½  | 1  | ½  | ½  |
| 6  | Joris Brenninkmeijer | 5     | 0  | ½  | ½  | ½  | ½  | -- | 0  | 1  | ½  | ½  | ½  | ½  |
| 7  | Friso Nijboer        | 5     | 0  | 0  | 0  | ½  | ½  | 1  | -- | ½  | 1  | 0  | ½  | 1  |
| 8  | Roberto Cifuentes    | 4½    | ½  | 0  | 0  | 1  | ½  | 0  | ½  | -- | 0  | ½  | ½  | 1  |
| 9  | Liafbern Riemersma   | 4½    | 0  | 0  | 0  | 0  | ½  | ½  | 0  | 1  | -- | ½  | 1  | 1  |
| 10 | John van der Wiel    | 4     | 0  | 0  | ½  | 0  | 0  | ½  | 1  | ½  | ½  | -- | ½  | ½  |
| 11 | Genna Sosonko        | 3½    | 0  | 0  | ½  | 0  | ½  | ½  | ½  | ½  | 0  | ½  | -- | ½  |
| 12 | Eelke Wiersma        | 2½    | 0  | 0  | ½  | 0  | ½  | ½  | 0  | 0  | 0  | ½  | ½  | -- |